# Jevetta Steele

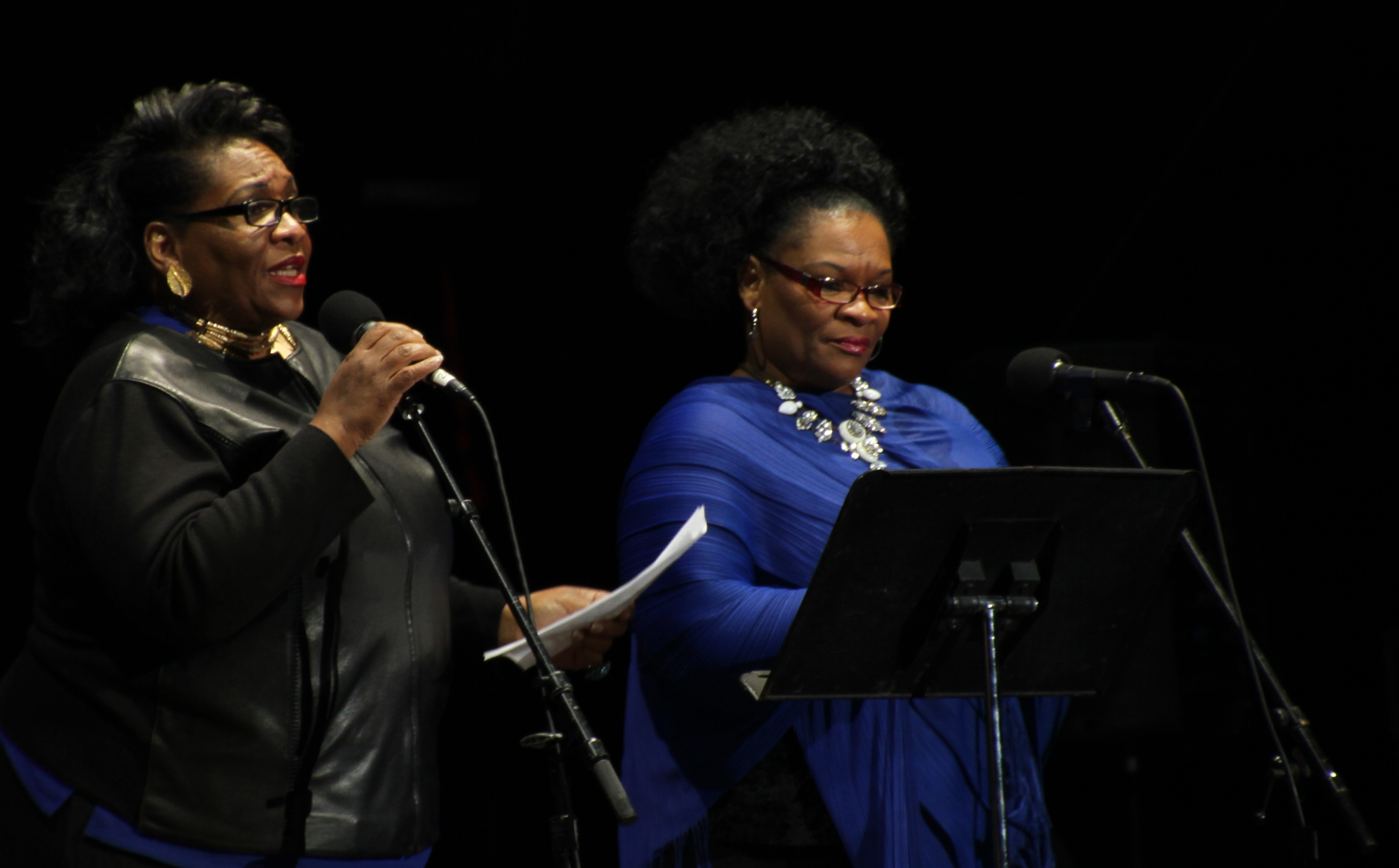
Jevetta (re.) und ihre Schwester Jearlyn Steele im Jahr 2017

Jevetta Steele (* 11. November 1963 in Gary, Indiana) ist eine amerikanische Gospelmusikerin und Sängerin.

## Karriere
Steeles bekanntester Song ist Calling You von dem Soundtrack des Films Out of Rosenheim aus dem Jahr 1987. Das Lied komponierte Bob Telson und wurde 1989 für den Oscar nominiert. Jevetta Steele ist Mitglied der Gospelgruppe The Steeles, zu der ihre Schwester Jearlyn sowie deren drei Brüder Billy, Fred und J.D. Steele gehören.
Im Oktober 2023 wurde das Album Diamonds and Pearls Deluxe von Prince postum veröffentlicht, auf dem auch ein Livekonzert vom 11. Januar 1992 auf Blu-ray Disc zu sehen ist, bei dem The Steeles als Gastsänger auftreten.

## Diskografie

### Alben
- 1988: Jevetta Steele
- 1994: Here It Is
- 2006: My Heart

### Singles
- 1988: Calling You
- 1989: I Will Remember
- 1992: Say a Little Prayer
- 1993: Hold Me
- 1999: Calling You (Christian Falk feat. Jevetta Steele)